# 김소연 (번역가)
김소연(1977년 ~ )은 대한민국의 일본어 번역가이다. 한국외국어대학교를 졸업하고, 주로 일본 호러 소설과 라이트노벨을 번역하고 있다. 대표적인 역서로 교고쿠 나쓰히코의 《망량의 상자》와 미야베 미유키, 마쓰모토 세이초의 작품들, 라이트노벨 《어떤 마술의 금서목록》 시리즈가 있다.

## 저작
- 교고쿠 나쓰히코 작품
  - 백귀야행 시리즈
    - 우부메의 여름
    - 망량의 상자
    - 광골의 꿈
    - 철서의 우리
    - 무당거미의 이치
    - 도불의 연회
    - 백귀야행 음
    - 백귀야행 양

  - 서루조당 파효
  - 싫은 소설
  - 엿보는 고헤이지
  - 웃는 이에몬

- 마쓰모토 세이초 작품
  - 구형의 황야
  - 짐승의 길

- 미야베 미유키 작품
  - 괴이
  - 그림자밟기
  - 금빛 눈의 고양이
  - 눈물점
  - 드림 버스터
  - 마술은 속삭인다
  - 맏물 이야기
  - 메롱
  - 미야베 미유키 에도 산책
  - 사라진 왕국의 성
  - 삼귀
  - 십자가와 반지의 초상
  - 안주
  - 어제가 없으면 내일도 없다
  - 외딴집
  - 혼조 후카가와의 기묘한 이야기
  - 희망장
  - 흑백
  - 흔들리는 바위

- 에다 유우리 작품
  - 과민증
  - 끝없는 하늘
  - 메시지
  - 여름의 소금
  - 플라스틱과 두 번의 키스

- 유메마쿠라 바쿠 작품
  - 음양사
  - 음양사: 다키야샤 아가씨
  - 음양사 별전

- 하타케나카 메구미 작품
  - 뇌물은 과자로 주세요
  - 마노스케 사건 해결집
  - 샤바케 1~3

- 라이트노벨
  - 강각의 레기오스(아마기 슈스케) 전 25권
  - 어떤 마술의 금서목록(카마치 카즈마) 전 22권
  - 신약 어떤 마술의 금서목록(카마치 카즈마) 전 23권
  - 어떤 마술의 헤비한 좌부동이 간단한 살인비의 혼활 사정(카마치 카즈마)
  - 종말에 뭐하세요?(카레노 아키라) 1~2권

- 기묘한 러브레터(아도노 카호루, 다산북스)
- 리오우(다카무라 가오루, 손안의책)
- 나오키의 대중문학 강의(나오키 산주고, 북스피어)
- 도둑고양이(쿠노 치아키, 손안의책)
- 집지기가 들려주는 기이한 이야기(니시키 가호, 손안의책)
- 무가 저택의 살인(코지마 마사키, 북홀릭)
- 영원의 아이(덴도 아라타, 북스피어)
- 세계를 한눈에, 왁실덕실 나라 축제(마츠모토 리에코, 천개의바람)
- 일본 환상문학선집 에도가와 란포(손안의책)
- 총과 초콜릿(오츠이치, 학산문화사)
- 회전목마(오기와라 히로시, 북홀릭)